# Logothète
Le logothète (en grec λογοθέτης, logothétēs, pl. λογοθέται, logothétai) est un titre administratif byzantin. À partir de la période méso-byzantine, il acquiert un rang élevé et équivaut à un ministre ou un secrétaire d'État.

## Histoire
Pour un article plus général, voir Institutions de l'Empire byzantin.
L'origine exacte du titre n'est pas claire ; il apparaît dans des papyrus et des œuvres des Pères de l'Église et désigne divers petits fonctionnaires, principalement fiscaux. Les ancêtres des logothètes mésobyzantins sont des fonctionnaires fiscaux appelés rationales durant l'Antiquité tardive. La fonction remonte au moins à l'empereur Septime Sévère (r. 193-211), sous le règne duquel un procurator a rationibus est attesté. Plus tard, les rationales sont des fonctionnaires attachés aux préfectures du prétoire et sont responsables de la supervision de la trésorerie de l'État et des domaines privés de l'empereur. Le premier logothète notable est Marinus, futur préfet du prétoire et principal ministre de l'empereur Anastase Ier (r. 491-518). Au VIe siècle, sous l'empereur Justinien Ier (r. 527-565), les logothètes gagnent en prééminence et en pouvoir, en ce qu'ils reçoivent la responsabilité des mesures impériales de collecte des ressources, sont envoyés en tant qu'agents fiscaux dans les provinces ou accompagnent les expéditions militaires. Il leur est permis de conserver un douzième des sommes qu'ils collectent pour le trésor, et quelques-uns, tel Alexandre « petits ciseaux », amassent ainsi des fortunes considérables en Italie,,.
La transformation majeure de la fonction se produit au début du VIIe siècle : sous les Héraclides, la machinerie administrative héritée de l'époque de Dioclétien et de Constantin Ier est profondément réformée. Les trois principaux départements financiers de l'ancien système, la préfecture du prétoire, les largesses sacrées (sacrae largitiones) et le domaine privé (res privata), sont remplacés par des départements plus petits et plus spécialisés, les logothesia (sing. logothesion) ou sekreta (sing. sekreton),. Ce changement est causé par de sévères pertes territoriales et le besoin de rationaliser la collecte des revenus pendant la dernière guerre perso-byzantine et les conquêtes arabes, mais trouve déjà ses racines dans les réformes de Justinien, avec la division de la res privata en cinq départements. Au milieu du VIIe siècle, les sacrae largitiones disparaissent complètement, leurs différentes sections (comme celles de la préfecture du prétoire) devenant des départements autonomes, dont certains sont dirigés par un logothète. Ceux-ci sont placés sous la direction du sakellarios, qui fonctionne comme un contrôleur général des finances, puis plus tard directement sous l'autorité de l'empereur,,.
La première mention d'un logothète de rang élevé est celle du « très glorieux logothète et patrice » Théodose en 626, vraisemblablement responsable du genikon ou du stratiōtikon,,. Bien que les premières traces concrètes de l'existence de nombre des offices ultérieurs apparaissent souvent à une date plus tardive, les principaux départements (le genikon, l’(e)idikon, le stratiōtikon et le dromos) sont en place à la fin du VIIe siècle. On trouve par ailleurs des logothètes dans l'Église, assistant le patriarche et les métropolites, ainsi qu'un logothetēs tou praitoriou, haut fonctionnaire placé sous l'autorité de l'éparque de Constantinople.
Sous l'empereur Alexis Ier Comnène (r. 1081-1118), le logothète des bureaux (logothetēs tōn sekretōn) est institué pour superviser tous les départements de l'État, et devient par après le grand logothète (megas logothetēs) de l'empire tardif,. Sous les Paléologue, les différents logothètes ont disparu ou ne sont plus titulaires que d'un titre purement honorifique.

## Typologie
- Le logothetēs tou dromou (λογοθέτης τοῦ δρόμου), ou « logothète du drome », est responsable de la poste impériale, de la diplomatie et des renseignements. Aux Xe et XIe siècles, son titulaire est souvent le principal ministre de l'empire[15],[16].
- Le logothetēs tou genikou (λογοθέτης τοῦ γενικοῦ, souvent appelé genikos logothetēs ou simplement ho genikos, ὁ γενικός), ou « logothète général », est responsable du « ministère financier général », le genikon logothesion, chargé de la taxation et des revenus[17].
- Le logothetēs tou stratiōtikou (λογοθέτης τοῦ στρατιωτικοῦ), ou « logothète de l'armée », est responsable de la paie et de l'approvisionnement de l'armée byzantine, bien que ses fonctions exactes soient quelque peu obscures[18],[19].
- Le logothetēs tōn agelōn (λογοθέτης τῶν ἀγελῶν), ou « logothète des troupeaux », est responsable des domaines étatiques (mētata) d'Asie Mineure occidentale fournissant chevaux et mules à l'armée et à la poste impériale[20],[21].
- L’epi tou eidikou (« celui qui est responsable du département des affaires spéciales », ou simplement l’eidikos), ou « logothète de l'eidikon », est responsable de l’(e)idikon logothesion, qui supervise le trésor impérial, les manufactures, les entrepôts et les monopoles[22].
- Le logothetēs tou praitōriou (λογοθέτης τοῦ πραιτωρίου), ou « logothète du prétoire », est un des deux assistants de l'éparque de la capitale, et est probablement doté de fonctions judiciaires et policières[23],[24].
- Le logothetēs tōn hydatōn (λογοθέτης τῶν ὑδάτων), ou « logothète des eaux », une fonction obscure peut-être identifiable à celle du komēs hydatōn (« comte des eaux »), serait ainsi responsable des aqueducs[25],[26].
- Le logothetēs tōn oikeiakōn (λογοθέτης τῶν οἰκιακῶν), ou (peut-être) « logothète du trésor privé » (de l'empereur), est responsable des oikeiakoi (« appartenant à la maisonnée »), une classe de fonctionnaires du palais, et exerçant une série de fonctions financières et judiciaires[27].
- Le megas logothetēs (μέγας λογοθέτης), ou « grand logothète », est créé sous le nom de logothetēs tōn sekretōn par Alexis Ier pour superviser et coordonner les autres départements[1].